# 139-я стрелковая дивизия (3-го формирования)
139-я стрелковая дивизия — воинское соединение Вооружённых сил СССР в Великой Отечественной войне.

## Боевой путь дивизии
Формирование дивизии начато 04.12.1941 года в Чебоксарах. Личный состав дивизии более чем на 70 % состоял из чувашей, 718-й стрелковый полк формировался в Кугесях, 364-й стрелковый полк в Ишлеях, 609-й стрелковый полк в Чемурше , 354-й артиллерийский полк в Икково.
Начала боевые действия в августе 1942 года, в ходе Ржевско-Сычевской операции под городом Ржевом.
Весной 1943 года участвовала в Ржевско-Вяземской операции.
Осенью 1943 года в ходе Смоленско-Рославльской операции отличилась при освобождении Рославля, наступала на Чаусы.
К началу Белорусской стратегической наступательной операции входила в состав 38-го стрелкового корпуса 50-й армии. К утру 23 июня 1944 года вышла в район сосредоточения, в лесах южнее населённого пункта Дедня, 3—5 км восточнее реки Проня. В ходе Могилёвской фронтовой наступательной операции дивизия была переподчинена 121-му стрелковому корпусу и вместе с ним была рокирована на правый фланг армии, где обозначился успех. В течение ночи на 24 июня дивизия по заранее наведённым мостам в полном составе перешла на западный берег Прони. К 15 часам части дивизии, введённые из-за правого фланга 330-й стрелковой дивизии, поддержанные танками, артиллерией и авиацией, вступили в бой с противником, ломая его сопротивление, к исходу дня вышли к реке Бася и утром 26 июня её форсировали. К утру 27 июня дивизия главными силами вышла к Днепру, овладела Луполово и с ходу на подручных средствах начала переправу через Днепр.
К 17 часам части дивизии заняли исходное положение для штурма Могилёва, и начали штурм, однако удалось захватить только окраины, атака была отбита. Вновь штурм начался в 21 час, и дивизия заняла центр Могилёва. Вела ожесточённые уличные бои, в ходе которых были захвачены командир 12-й пехотной дивизии генерал — лейтенант Бамлер и комендант Могилева Эрмансдорф.
Затем в ходе Минской наступательной операции ускоренным маршем, практически не встречая сопротивления вышла на рубеж рек Друть и Березина. С началом Белостокской фронтовой наступательной операции дивизия продолжала марш на запад, 14 июля безуспешно пыталась форсировать Неман, 16 июля форсировала реку северо — восточнее Индуры.
Впоследствии участвовала в освобождении Польши, Восточно-Прусской операции, Восточно-Померанской операции, Берлинской стратегической операции. Принимала участие в освобождении Данцига
Закончила войну на Эльбе.
По окончании Великой Отечественной войны дивизия вошла в состав Группы советских оккупационных войск в Германии. В феврале 1946 года дивизия передислоцировалась в УССР ХВО (штаб дивизии в г. Славянск) и была расформирована в июне 1946 года.
Широко известная песня В. Е. Баснера на слова поэта М. Л. Матусовского «На Безымянной высоте» основана на действительных фактах из жизни дивизии, у деревни Рубежное Калужской области воинам дивизии установлен памятник-землянка.
Всего в дивизии 28 Героев Советского Союза и 14 полных кавалеров ордена Славы.

## Полное название
139-я стрелковая Рославльская Краснознамённая ордена Суворова дивизия

## Состав
- 364-й стрелковый полк
- 609-й стрелковый полк
- 718-й стрелковый полк
- 354-й артиллерийский полк
- 237-й отдельный истребительно-противотанковый дивизион
- 162-я отдельная разведывательная рота
- 195-й отдельный сапёрный ордена Красной Звезды[2]батальон[3] (197-й отдельный сапёрный ордена Александра Невского[4] батальон[5])
- 271-й отдельный батальон связи (411-я отдельная рота связи)
- 220-й отдельный медико-санитарный батальон
- 493-я отдельная рота химической защиты
- 356-я автотранспортная рота (120-я автотранспортная рота)
- 872-й дивизионный ветеринарный лазарет
- 411-я полевая хлебопекарня
- 1715-я полевая почтовая станция
- 1056-я полевая касса Государственного банка

## Командиры

Кириллов И. К.

- Митропольский, Николай Васильевич (5 декабря 1941 года — 21 декабря 1941 года), подполковник;
- Антонов, Борис Иванович (25 декабря 1941 года — 5 января 1942 года), подполковник;
- Дробицкий, Георгий Семёнович (6 января 1942 года — 25 января 1942 года), подполковник;
- Кузнецов, Павел Ионович (26 января 1942 года — 09 августа 1942 года), полковник;
- Красноштанов, Иван Данилович (10 августа 1942 года — 24 августа 1942 года), полковник;
- Бармотин, Сильверст Акимович (25 августа 1942 года — 18 ноября 1942 года), полковник;
- Яременко, Иван Иванович (19 ноября 1942 года — 24 ноября 1942 года), подполковник;
- Сухарев, Николай Фёдорович (25 ноября 1942 года — 25 марта 1943 года), подполковник, с 6 февраля 1943 года полковник;
- Кириллов Иосиф Константинович (26 марта 1943 года — 30 марта 1945 года), полковник, с 22 февраля 1944 года генерал-майор;
- Огиенко, Борис Павлович (31 марта 1945 года — 09 мая 1945 года), полковник.

## Подчинение
| Дата            | Фронт (округ)            | Армия               | Корпус                  | Примечания |
| --------------- | ------------------------ | ------------------- | ----------------------- | ---------- |
| 01.03.1942 года | Московский военный округ |                     | -                       | -          |
| 01.04.1942 года | Московский военный округ |                     | -                       | -          |
| 01.05.1942 года | Московский военный округ |                     | -                       | -          |
| 01.06.1942 года | Московская зона обороны  |                     | -                       | -          |
| 01.07.1942 года | Резерв ВГК               | 4-я резервная армия | -                       | -          |
| 01.08.1942 года | Калининский фронт        | 30-я армия          | -                       | -          |
| 01.09.1942 года | Западный фронт           | 29-я армия          | -                       | -          |
| 01.10.1942 года | Западный фронт           | 29-я армия          | -                       | -          |
| 01.11.1942 года | Западный фронт           | 31-я армия          | -                       | -          |
| 01.12.1942 года | Западный фронт           | 31-я армия          | -                       | -          |
| 01.01.1943 года | Западный фронт           | 31-я армия          | -                       | -          |
| 01.02.1943 года | Западный фронт           |                     | -                       | -          |
| 01.03.1943 года | Западный фронт           | 50-я армия          | -                       | -          |
| 01.04.1943 года | Западный фронт           | 50-я армия          | -                       | -          |
| 01.05.1943 года | Западный фронт           | 10-я армия          | -                       | -          |
| 01.06.1943 года | Западный фронт           | 10-я армия          | -                       | -          |
| 01.07.1943 года | Западный фронт           | 10-я армия          |                         | -          |
| 01.08.1943 года | Западный фронт           | 10-я армия          |                         | -          |
| 01.09.1943 года | Западный фронт           | 10-я армия          |                         | -          |
| 01.10.1943 года | Западный фронт           | 10-я армия          |                         | -          |
| 01.11.1943 года | Западный фронт           | 49-я армия          | 38-й стрелковый корпус  | -          |
| 01.12.1943 года | Западный фронт           | 49-я армия          | 62-й стрелковый корпус  | -          |
| 01.01.1944 года | Западный фронт           | 10-я армия          | 70-й стрелковый корпус  | -          |
| 01.02.1944 года | Западный фронт           | 10-я армия          | 38-й стрелковый корпус  | -          |
| 01.03.1944 года | 1-й Белорусский фронт    | 10-я армия          | 38-й стрелковый корпус  | -          |
| 01.04.1944 года | 1-й Белорусский фронт    | 10-я армия          | 38-й стрелковый корпус  | -          |
| 01.05.1944 года | 2-й Белорусский фронт    | 49-я армия          | 38-й стрелковый корпус  | -          |
| 01.06.1944 года | 2-й Белорусский фронт    | 49-я армия          |                         | -          |
| 01.07.1944 года | 2-й Белорусский фронт    | 50-я армия          | 121-й стрелковый корпус | Могилев    |
| 01.08.1944 года | 2-й Белорусский фронт    | 49-я армия          | 121-й стрелковый корпус | -          |
| 01.09.1944 года | 2-й Белорусский фронт    | 49-я армия          | 70-й стрелковый корпус  | -          |
| 01.10.1944 года | 2-й Белорусский фронт    | 49-я армия          | 70-й стрелковый корпус  | -          |
| 01.11.1944 года | 2-й Белорусский фронт    | 49-я армия          | 70-й стрелковый корпус  | -          |
| 01.12.1944 года | 2-й Белорусский фронт    | 49-я армия          | 70-й стрелковый корпус  | -          |
| 01.01.1945 года | 2-й Белорусский фронт    | 49-я армия          | 70-й стрелковый корпус  | -          |
| 01.02.1945 года | 2-й Белорусский фронт    | 49-я армия          | 70-й стрелковый корпус  | -          |
| 01.03.1945 года | 2-й Белорусский фронт    | 49-я армия          | 70-й стрелковый корпус  | -          |
| 01.04.1945 года | 2-й Белорусский фронт    | 49-я армия          | 70-й стрелковый корпус  | Данциг     |
| 01.05.1945 года | 2-й Белорусский фронт    | 49-я армия          |                         | -          |

## Отличившиеся воины дивизии
| Награда | Ф. И. О.                        | Должность                                                                           | Звание                    | Дата награждения                                                                        | Примечания |
| ------- | ------------------------------- | ----------------------------------------------------------------------------------- | ------------------------- | --------------------------------------------------------------------------------------- | --- |
|         | Афанасьев, Виктор Михайлович    | Командир отделения взвода пешей разведки 609-го стрелкового полка                   | Сержант                   | 24.03.1945                                                                              | Под сильным огнём противника 15.7.1944 с 6 бойцами перепльп р. Неман в районе дер. Ковши (юго-восточнее г. Гродно) и закрепился на левом берегу. Будучи раненным, участвовал в отражении контратак противника и удержании плацдарма. |
|         | Бабушкин, Леонид Георгиевич     | Командир отделения взвода разведки 609-го стрелкового полка                         | Младший сержант           | 24.03.1945                                                                              | В составе взвода 15.6.1944 форсировал р. Неман у дер. Ковши (Мостовский район Гродненской обл.), участвовал в бою за плацдарм. Был ранен, но не покинул поля боя. |
|         | Бобков, Виктор Николаевич       | Разведчик взвода пешей разведки 609 стрелкового полка                               | Ефрейтор                  | 24.03.1945                                                                              | Переправился 15.7.1944 через р. Неман у дер. Ковши (Мостовский район Гродненской обл.), участвовал в бою за плацдарм. Получив приказание доставить донесение командиру полка, вплавь под огнём противника преодолел Неман и доставил донесение в срок. |
|         | Бобров, Михаил Иванович         | Командир взвода 609-го стрелкового полка                                            | Старший лейтенант ВС СССР | 24.03.1945                                                                              | С группой добровольцев 15.7.1944 переплыл Неман у дер. Ковши (Мостовский район Гродненской обл.), захватил плацдарм и, отбивая контратаки противника, удерживал его до подхода подкрепления. Был ранен, но продолжал управлять боем. |
|         | Буянов, Михаил Кондратьевич     | Командир стрелкового отделения 609-го стрелкового полка                             | Сержант                   | 24.03.1945                                                                              | 28.6.1944 первым в полку форсировал Днепр в районе г. Могилёв, ворвался в траншею противника и уничтожил пулемётный расчёт. В уличном бою в Могилеве отделение уничтожило много гитлеровцев; заменил выбывшего из строя командира взвода. |
|         | Волосатов, Виктор Александрович | Командир отделения разведки 609-го стрелкового полка                                | Сержант                   | 24.03.1945                                                                              | За бой при форсировании Немана у деревни Ковши (Гродненская область) (со взводом разведки первым переправился через реку, содействовал захвату опорного пункта и переправы. Был ранен, но поля боя не покинул) |
|         | Воробьёв, Пётр Егорович         | Командир стрелкового отделения 718-го стрелкового полка                             | Сержант                   | 24.03.1945                                                                              | 24 июня 1944 под огнём противника переправилось через р. Проня, ворвалось в траншею противника, уничтожило несколько фашистов и пулемёт. 26 июня 1944 отделение вышло к р. Бася в районе г. Чаусы (Могилёвской обл.), ликвидировало охрану моста, предотвратило его взрыв и огнём способствовало переправе батальона. 27 июня 1944 оно одним из первых форсировало Днепр южнее г. Могилёв и уничтожило группу фашистов, которая вела огонь по переправляющимся подразделениям полка. |
|         | Гришаев, Виктор Иванович        | Командир 609-го стрелкового полка                                                   | Полковник                 | 24.03.1945                                                                              | В июне 1944 года 609-й стрелковый полк под его командованием успешно форсировал реки Проня, Реста, Днепр в Могилевской обл. 28 июня 1944 полк участвовал в освобождении Могилева. Подразделениями полка был захвачен штаб пехотной дивизии противника, 14 военных складов, много оружия, боеприпасов и боевой техники. Гришаев умело руководил боевыми действиями, проявил личное мужество и героизм. |
|         | Егоров, Алексей Михайлович      | Дивизионный инженер 139-й стрелковой дивизии                                        | Подполковник              | 10.04.1945                                                                              | Отличился при форсировании Днепра в районе Могилёва. 27.6.1944 провёл инженерную разведку реки. Благодаря его оперативным действиям на следующий день переправа в районе дер. Буйничи (Могилёвский район) была налажена. |
|         | Иванов, Александр Васильевич    | Разведчик взвода разведки 364-го стрелкового полка                                  | Младший сержант           | 24.03.1945                                                                              | В составе группы разведчиков под сильным огнём противника 27.6.1944 форсировал Днепр у дер. Буйничи (Могилевский район Могилевской обл.). Группа захватила плацдарм, уничтожила огневые точки противника, обеспечив переправу всего батальона. На одном из домов в дер. Буйничи Иванов водрузил Красный флаг. |
|         | Кириллов, Михаил Семёнович      | Командир отделения разведки 364-го стрелкового полка                                | Старшина                  | 24.03.1945                                                                              | За бой 27 июня 1944 года (с группой в 6 человек преодолел Днепр в районе д. Буйничи (Могилевская обл.), захватил рубеж, автоматным огнём и гранатами уничтожил огневые точки и тем самым обеспечил форсирование реки батальоном. |
|         | Крутошинский, Андрей Михайлович | Помощник начальника штаба артиллерии 139-й стрелковой дивизии по разведке           | Капитан                   | 26.10.1944                                                                              | Ночью 28 июня 1944 года после форсирования Днепра участвовал в бою за Могилёв, в захвате штаба вражеской дивизии и моста на северной окраине. |
|         | Логинов, Михаил Николаевич      | Командир отделения 162-й отдельной разведывательной роты 139-й стрелковой дивизии   | Сержант                   | 24.03.1945                                                                              | 15.7.1944 первым из разведывательной роты с двумя сапёрами перебрался вплавь через Неман в районе дер. Ковши (Мостовский район Гродненской обл.). Проник во вражеский тыл, ликвидировал пулемётные точки противника, которые мешали переправе подразделений полка. |
|         | Мельнов, Иван Михайлович        | Командир роты 364-го стрелкового полка                                              | Старший лейтенант ВС СССР | 24.03.1945                                                                              | С группой бойцов 27.6.1944 форсировал Днепр в районе дер. Буйничи (Могилевский район Могилёвской обл.), захватил участок правого берега, где уничтожил несколько огневых точек противника, чем содействовал форсированию реки другими подразделениями батальона. |
|         | Новичков, Александр Степанович  | Командир батальона 609-го стрелкового полка                                         | Капитан                   | 24.03.1945                                                                              | Умело организовал 28.6.1944 форсирование Днепра. Батальон ворвался в г. Могилёв и занял его окраину, отбив все контратаки противника. |
|         | Пайков, Александр Николаевич    | Командир взвода 364-го стрелкового полка                                            | Младший лейтенант         | 24.03.1945                                                                              | С группой бойцов из 6 человек 27.6.1944 преодолел Днепр в районе дер. Буйничи (Могилёвский район Могилевской обл.), захватил рубеж на правом берегу реки, обеспечив переправу батальона. Поднял красный флаг над освобождённой дер. Буйничи. |
|         | Панков, Василий Игнатьевич      | Командир отделения 609-го стрелкового полка                                         | Младший сержант           | 24.03.1945                                                                              | В числе первых 28.6.1944 на подручных средствах переправился через Днепр у г. Могилев, подавил огневые точки противника на правом берегу реки, чем обеспечил переправу др. подразделений. Умело руководил действиями подчинённых в уличных боях в Могилеве, где отделение уничтожило много гитлеровцев и взяло в плен 99. |
|         | Петров, Михаил Петрович         | Командир 364-го стрелкового полка                                                   | Подполковник              | 24.03.1945                                                                              | За бой 28 июня 1944 года при форсировании Днепра, за личное мужество и умелое командование полком при форсировании реки Днепр и освобождении города Могилёва. |
|         | Рогожников, Андрей Михайлович   | Командир отделения 195-го отдельного сапёрного батальона                            | Сержант                   | 24.03.1945                                                                              | Отличился 27.6.1944 при строительстве моста через Днепр в районе Могилева под огнём противника с группой сапёров навёл мост, что обеспечило своевременную переправу частей дивизии. |
|         | Сухоруков, Андрей Гаврилович    | Командир роты 195-го отдельного сапёрного батальона                                 | Капитан                   | 24.03.1945                                                                              | При форсировании Днепра в районе дер. Буйничи (Могилевский район Могилевской обл.) 27.6.1944 провёл инженерную разведку участка реки, навёл сначала штурмовой, а затем низководный мосты. |
|         | Фатин, Валентин Васильевич      | Командир батальона 609-го стрелкового полка                                         | Капитан                   | 24.03.1945                                                                              | За бой 28 июня 1944 года при форсировании Днепра, ввереное подразделение переправилось на правый берег реки и ворвалось в город Могилев. Отбивая контратаки противника, бойцы вели рукопашный бой, захватили 18 орудий, около 200 автомашин, 8 складов, взяли в плен штаб пехотной дивизии и свыше 500 гитлеровцев. |
|         | Филонов, Александр Григорьевич  | Командир батальона 364-го стрелкового полка                                         | Капитан                   | 24.03.1945                                                                              | Батальон под его командованием в боях в районе населённых пунктов Гировцы и Городец (севернее г. Чаусы Могилевской обл.) 24.6.1944 нанёс значительный урон противнику в живой силе и технике. 27.6.1944 в числе первых переправился через Днепр у дер. Буйничи (Могилевский район Могилевской обл.) и на захваченный плацдарме отразил многочисленных атаки противника. |
|         | Халманов, Иосиф Васильевич      | Санитарный инструктор 364-го стрелкового полка                                      | Старшина                  | 24.03.1945                                                                              | С группой бойцов 27.6.1944 преодолел Днепр в районе дер. Буйничи (Могилевский район Могилевской обл.) и захватил плацдарм на правый берегу. Группа захвата отбила все контратаки противника и способствовала форсированию водной преграды подразделениями полка. |
|         | Харченко, Александр Корнеевич   | Разведчик 364-го стрелкового полка                                                  | Старшина                  | 24.03.1945                                                                              | Во главе группы из 6 бойцов 27.6.1944 переправился через Днепр в районе дер. Буйничи (Могилевский район Могилевской обл.). Десантники захватили рубеж и уничтожили огневые точки врага, обеспечивая переправу подразделений. |
|         | Хохлов, Николай Александрович   | Разведчик взвода пешей разведки 609-го стрелкового полка                            | Сержант                   | 24.03.1945                                                                              | С группой бойцов 15.7.1944 у дер. Ковши (Мостовской район Гроднененской обл.) преодолел р. Неман и, закрепившись на захваченном рубеже, отразил несколько контратак противника, нанеся ему значительный урон в живой силе и боевой технике. |
|         | Черников, Григорий Ильич        | Командир взвода 609-го стрелкового полка                                            | Лейтенант                 | 24.03.1945                                                                              | Со своим взводом в числе первых 27.6.1944 форсировал Днепр в районе дер. Буйничи (Могилевский район Могилевской обл.) и в составе передовых отрядов ворвался в г. Могилев. |
|         | Шавкунов, Егор Иванович         | Сапёр отделения 195-го сапёрного батальона                                          | Рядовой                   | 24.03.1945                                                                              | За обеспечение 27 июня 1944 года переправы через Днепр (посмертно) |
|         | Шилкин, Михаил Кузьмич          | Наводчик станкового пулемёта 364-го стрелкового полка                               | Рядовой                   | 10.04.1945                                                                              | Отражая контратаку противника у дер. Оборчистка (Варшавское воеводство, Польша) 21.01.1945, занял выгодную фланговую позицию, с которой метким огнём нанёс врагу большой урон. Расстреляв все патронные ленты, продолжал бой гранатами. Был захвачен в плен и замучен. |
|         | Абдрахманов, Ханиф Хазигалеевич | Командир отделения разведки батареи 76-мм пушек 609-го стрелкового полка            | Сержант                   | 28.06.1944 12.04.1945 27.02.1958                                                        | 26.6.1944 г. при форсировании р. Реста юго-восточнее г. Могилёв в составе расчёта вёл огонь прямой наводкой, уничтожив много солдат противника, чем обеспечил продвижение пехоты и взятие населённого пункта Горбовичи. 28.6.1944 г. награждён орденом Славы 3 степени. В бою 17.7.1944 г. у дер. Погараны (Белостокская обл.), когда противник силой до 2 батальонов пехоты и при поддержке 6 штурм, орудий перешёл в контратаку, метким огнём уничтожил несколько десятков солдат противника и штурмовое орудие. 15.8.1944 г. награждён орденом Славы 3 степени, 27.02.1958 г. перенагражден орденом Славы 1 степени. Командир отделения разведки батареи 76-мм пушек в бою 13.02.1945 г. восточнее населённого пункта Тухель, ныне Тухоля (Польша), уничтожил огневую точку врага. 15.02.1945 г. с 2 бойцами у населённого пункта Тухель захватил наблюдательный пункт противника и корректировал огонь батареи. 12.4.1945 г. награждён орденом Славы 2 степени. |
|         | Беспалов, Ефим Петрович         | Наводчик 45-мм пушки 364-го стрелкового полка                                       | Старший сержант           | 07.09.1944 26.10.1944 15.05.1946                                                        | 15.7.1944 г. в бою у д. Погораны (Мостовский район Гродненской обл.) метким огнём ликвидировал вражеский НП, пулемётную точку, БТР и штурмовое орудие. 7.9.1944 г. награждён орденом Славы 3 степени. В боях 10-12.8.1944 г. в том же составе близ г. Осовец (Польша) вместе с расчётом из пушки уничтожил 2 БТР, штурм, орудие, 2 автомобиля с грузом, свыше 10 вражеских солдат и подавил 6 пулемётных точек. 26.10.1944 г. награждён орденом Славы 2 степени. В бою в районе г. Черск (Польша) 19.01.1945 г., находясь в боевых порядках пехоты, артиллерийским огнём подавил 4 пулемётные точки и истребил их прислугу. 15.5.1946 г. награждён орденом Славы 1 степени. |
|         | Галин, Константин Иванович      | Заместитель командира орудийного расчёта 354-го артиллерийского полка               | Рядовой                   | 01.08.1944 26.10.1944 29.06.1945                                                        | 17-18.7.1944 г. в боях за населённые пункты Огородники и Погорани (соответственно 18 и 20 км юго-восточнее г. Гродно) огнём орудия вывел из строя несколько пулемётов противника. Совместно с другими расчётами отразил вражескую контратаку, истребив при этом свыше 40 солдат и офицеров. 1.8.1944 г. награждён орденом Славы 3 степени. 19.8.1944 г. в боях за населённый пункт Копоная (12 км северо-восточнее г. Замбров, Польша) с расчётом уничтожил штурмовое орудие, 6 пулемётов, 3 противотанковых орудия и до взвода гитлеровцев. 26.10.1944 г. награждён орденом Славы 2 степени. 20.01.1945 г. В районе населённого пункта Бараново (20 км северо-западнее г. Остроленка, Польша) вместе с подчинёнными уничтожил 3 огневые точки и группу солдат противника. 29.6.1945 г. награждён орденом Славы 1 степени. |
|         | Гладышев, Иван Васильевич       | Сапёр сапёрного взвода 364-го стрелкового полка                                     | Младший сержант           | 02.8.1944 17.10.1944 10.04.1945                                                         | в период боев с 24 по 30.6.1944 г. на южной окраине г. Могилёв и при форсировании рек Реста и Днепр обезвредил 21 мину. 2.8.1944 г. награждён орденом Славы 3 степени. С 20 по 24.8.1944 г. снял свыше 100 мин, участвовал в строительстве мостов, в переправе НП полка в 50 км западнее г. Белосток (Польша). 17.10.1944 г. награждён орденом Славы 2 степени. Командуя отделением сапёрного взвода при прорыве обороны противника на р. Нарев в районе г. Шелькув (Польша) 18.01.1945 г. обеспечил пропуск артиллерии через минные поля. За время боевых действий полка снял более 1 тысяч мин и 200 фугасов, чем содействовал успешному выполнению боевых задач. 10.4.1945 г. награждён орденом Славы 1 степени. |
|         | Годунов, Иван Григорьевич       | Командир отделения взвода пешей разведки 718-го стрелкового полка                   | Младший сержант           | 21.09.1944 23.12.1944 29.06.1945                                                        | 28.8.1944 г. в боях за г. Могилёв уничтожил из автомата 3 и взял в плен 9 солдат противника. 21.9.1944 г. награждён орденом Славы 3 степени. В ночь на 4.12.1944 г. в районе погранзнака № 48 на р. Нарев близ г. Новогруд (Польша) действуя в группе захвата в тылу врага, сразил из автомата 4 гитлеровцев, одного пленил. 23.12.1944 г. награждён орденом Славы 2 степени. 24.3.1945 г., ведя разведку в районе населённого пункта Пелонскен (6 км северо-западнее г. Данциг, ныне Гданьск, Польша), командуя отделением, гранатой уничтожил огневую точку противника вместе с расчётом, лично вывел из строя до 10 вражеских солдат и офицеров. 29.6.1945 г. награждён орденом Славы 1 степени. |
|         | Дарменов, Амреш                 | Командир разведывательного отделения взвода пешей разведки 609-го стрелкового полка | Сержант                   | 22.04.1944 10.08.1944 29.06.1945                                                        | 8.3.1944 г. при штурме важной в тактическом отношении высоты в Чаусском районе Могилёвской обл. одним из первых достиг вражеских траншей, сразил огнём из автомата 7 гитлеровцев, оказал медицинскую помощь раненым бойцам. 22.4.1944 г. награждён орденом Славы 3 степени. В бою за дер. Горбачи (ныне Могилёвской обл.) 26.6.1944 г. первым в составе группы смельчаков ворвался в деревню, пленил одного гитлеровца. 28.6.1944 г. в бою за г. Могилёв уничтожил 8 солдат и 5 взял в плен. 10.8.1944 г. награждён орденом Славы 2 степени. 24-25.3.1945 г. на подступах к г. Данциг (Гданьск, Польша), проник на позицию противника и противотанковыми гранатами подорвал 3 пулемёта с их расчётами. Преследуя врага с др. бойцами, захватил в плен свыше 15 гитлеровцев. 29.6.1945 г. награждён орденом Славы 1 степени. |
|         | Евтеев, Дмитрий Фёдорович       | Разведчик взвода пешей разведки 609-го стрелкового полка                            | Сержант                   | 07.03.1944 04.12.1944 29.06.1945                                                        | 28.02.1944 г. в 1,5 км южнее г. Чаусы (Могилёвской обл.) ворвался в траншею, уничтожил 2 гитлеровцев и 1 пленил. 7.3.1944 г. награждён орденом Славы 3 степени. В ночь на 4.12.1944 г. в районе населённого пункта Пожихы (15 км северо-западнее г. Ломжа, Польша) захватил «языка», давшего ценные сведения. 23.12.1944 г. награждён орденом Славы 2 степени. 21.3.1945 г. в бою в 5 км западнее г. Олива (Польша) с группой разведчиков взял в плен 11 гитлеровцев. 29.6.1945 г. награждён орденом Славы 1 степени. |
|         | Елохин, Иван Петрович           | Командир орудия 354-го артиллерийского полка                                        | Старший сержант           | 08.01.1944 30.08.1944 29.06.1945                                                        | В боях 28-29.10.1943 г. в районе дер. Ленино (Горецкий район Могилёвская обл.)огнём из орудия уничтожил 2 пулемёта, штурмовое орудие противника; 22.11.1943 г. у дер. Луки (тот же район) огнём из орудия подавил 2 пулемёта, чем обеспечил продвижение пехоты. 8.01.1944 г. награждён орденом Славы 3 степени. У дер. Погораны и Огородники (20 и 18 км юго-восточнее г. Гродно) 17-19.7.1944 г. поразил 3 крупнокалиберных пулемёта, орудие и свыше взвода вражеских солдат. 30.8.1944 г. награждён орденом Славы 2 степени. 20.01.1945 г. при прорыве сильно укреплённой обороны противника у с. Бараново (20 км северо-западнее г. Остроленка, Польша), отражая контратаки противника, огнём из орудия подавил 4 пулемёта и вывел из строя свыше 10 гитлеровцев. 29.6.1945 г. награждён орденом Славы 1 степени. |
|         | Колябин, Николай Фёдорович      | заместитель командира орудийного расчёта 354-го артиллерийского полка               | Младший сержант           | 30.09.1944 22.03.1945 30.04.1945 Перенагражден орденом Славы I степени 24.10.1966 года. | За время боев за крепость Осивец с 10.09.1944 г. и в районе г. Ломжа с 19.08.1944 огнём своего орудия уничтожил 9 пулемётов, два орудия ПТО, более 30 солдат и офицеров. Награждён орденом «Славы III степени» 36/н от 30.09.1944. При прорыве обороны немцев на правом берегу реки Нарев в районе деревни Шиги Рожанского района Варшавской области 14.01.1945 г. Будучи раненым уничтожил более 30 солдат противника и подбил 2 самоходных орудия «Фердинант». Награждён орденом «Славы II степени» 56 от 30.04.1945. 10.02.1945 г. поддерживая наступление пехоты орудие, где наводчиком мл. сержант Колябин уничтожило ручной пулемёт, до 19 немцев, подавило огонь 75 мм орудия противника прямой наводкой, чем содействовало овладением дер. Мариенфильде (Польша). Через 2 часа противник силами до батальона при поддержке 6 самоходных орудий «Фердинанд» перешёл в наступление. Огнём своего орудия подбил 2 самоходных орудия, истребил до 20 солдат противника, чем отбил контратаку. Представлен к награждению орденом «Красного знамени». Награждён орденом «Славы II степени» 25 от 22.03.1945. Указом Президиума Верховного Совета СССР от 24 октября 1966 года в порядке перенаграждения Колябин Николай Фёдорович награждён орденом Славы 1-й степени. Стал полным кавалером ордена Славы. |
|         | Кондрашёв, Василий Васильевич   | Заряжающий 76-мм пушки 609-го стрелкового полка                                     | Ефрейтор                  | 15.08.1944 13.12.1944 29.06.1945                                                        | В составе расчёта 17.7.1944 в районе д. Ковши (Мостовский район Гродненской обл.) огнём орудия уничтожил св. отделения пехоты и из личного оружия — 5 солдат. 15.8.1944 награждён орденом Славы 3 степени. 2.9.1944 в районе нас. пункта Хоро-маны (Белоруссия) К. оруд. огнём вместе с бойцами вывел из строя св. 20 фашистов, штурм, орудие, 5 пулемётов. Оставшись у орудия один, подавил пулемёт и истребил до отделения пехоты. 13.12.1944 награждён орденом Славы 2 степени. Вместе с расчётом 19.02.1945 при отражении контратак у нас. пункта Любашен (Польша) сжег 3 БТР. За янв,—февр. 1945 подбил 11 БТР и поразил много фашистов. 29.6.1945 награждён орденом Славы 1 степени. |
|         | Косенчук, Пётр Яковлевич        | Командир отделения сапёрного взвода 718-го стрелкового полка                        | Сержант                   | 07.03.1944 30.08.1944 10.04.1945                                                        | 20.02.1944 г. в составе группы разведчиков под огнём противника проделал проход в минных полях и проволочном заграждении в районе г. Могилев. 7.3.1944 г. награждён орденом Славы 3 степени. 24.6.1944 г. проделал 3 прохода в минных полях и проволочных заграждениях противника у г. Могилев. 30.8.1944 г. награждён орденом Славы 2 степени. 21.01.1945 г. под артиллерийским огнём оборудовал с отделением переправу для полка в районе г. Ортельсбург (ныне Щитно, Польша). 10.4.1945 г. награждён орденом Славы 1 степени. Умер от ран 21 января 1945 года. |
|         | Сулейменов, Муташ               | Командир орудийного расчёта 364-го стрелкового полка                                | Сержант                   | 19.07.1944 22.02.1945 29.06.1945                                                        | 19.7.1944 г. в 20 км юго-восточнее г. Гродно при отражении контратаки противника уничтожил 2 огневые точки, до отделения солдат, удержал занимаемый рубеж. 7.9.1944 г. награждён орденом Славы 3 степени. 14.8.1944 г. с бойцами в районе г. Кнышин (Польша) огнём из орудия вывел из строя 3 пулемётные точки, истребил до 15 гитлеровцев, рассеял вражескую группу, что обеспечило успех в бою. 22.02.1945 г. награждён орденом Славы 2 степени. 10.02.1945 г. в наступательном бою у населённого пункта Мариенфельде (северо-западнее г. Свеце, Польша) Сулейменов выдвинул орудие в боевые порядки стрелков, прямой наводкой поджег самоходное артиллерийское орудие неприятеля, подавил 2 пулемёта. Был ранен, но остался в строю. 29.6.1945 г. награждён орденом Славы 1 степени. |
|         | Ткачёв, Григорий Устинович      | Командир орудия 609-го стрелкового полка                                            | Старший сержант           | 15.8.1944 26.10.1944 29.06.1945                                                         | 13.8.1943, командуя бойцами, подбил враж. танк в районе г. Спас-Деменск, вывел из строя противотанк. орудие и подавил неск. огн. точек врага. 15.8.1944 награждён орденом Славы 3 степени. 2.9.1944 при прорыве обороны противника в районе д. Хороманы (Белосток, обл.) подавил неск. огн. точек врага, истребил св. 10 гитлеровцев. Будучи контужен, поля боя не оставил. Принял командование взводом. 26.10.1944 награждён орденом Славы 2 степени. 19.02.1945, командуя расчётом, близ г. Любашен (Польша) при отражении контратак противника подбил 4 БТР и вывел из строя штурм, орудие врага. В ходе последующие боев в феврале 1945 подбил 3 штурм, орудия, 11 БТР и уничтожил св. 20 гитлеровских солдат и офицеров. 29.6.1945 награждён орденом Славы 1 степени. |
|         | Фадеев, Иван Иванович           | Начальник радиостанции 718-го стрелкового полка                                     | Старший сержант           | 22.04.1944 02.10.1944 10.04.1945                                                        | В бою 28.3.1944 г. за г. Чаусы (Могилёвской обл.) под огнём противника обеспечивал надёжную связь командиру полка со стрелковыми батальонами, что способствовало достижению успеха на поле боя. 22.4.1944 г. награждён орденом Славы 3 степени. 1-9.9.1944 г. в боях на наревском плацдарме у населённого пункта Замбрув (Польша) поддерживал бесперебойную радиосвязь с атакующими батальонами, был ранен, но продолжал выполнять свою задачу. 2.10.1944 г. награждён орденом Славы 2 степени. В январе 1945 г. в наступательных боях в направлении на г. Черск (Польша) обеспечивал устойчивой радиосвязью командира полка, что способствовало успешному выполнению боевых заданий. 10.4.1945 г. награждён орденом Славы 1 степени. |
|         | Ходанович, Лев Сергеевич        | Помощник командира взвода пешей разведки 718-го стрелкового полка                   | Старшина                  | 19.08.1944 23.12.1944 29.06.1945                                                        | В ночь на 23.7.1944 г., находясь в разведке в районе населённого пункта Коробчице (юго-западнее г. Гродно), уничтожил 2 корректировщиков и добыл ценные сведения о дислокации войск противника. 19.8.1944 г. награждён орденом Славы 3 степени. В ночь на 1.12.1944 г. помощник командира взвода пешей разведки старший сержант Ходанович, преодолев водный рубеж в районе населённого пункта Монтвица (северо-западнее г. Ломжа, Польша), умело действовал в составе взвода при подавлении пулемётные точки и захвате «языка». 23.12.1944 г. награждён орденом Славы 2 степени. Командир отделения взвода пешей разведки старшина Ходанович 13.02.1945 г. в бою близ населённого пункта Славно (западнее г. Остроленка, Польша) во главе группы разведчиков проник в расположение неприятеля и захватил «языка», а также добыл ценные сведения о переднем крае врага. 29.6.1945 г. награждён орденом Славы 1 степени. |

## Награды и наименования
- 25 сентября 1943 года — почётное наименование «Рославльская» — присвоено приказом Верховного Главнокомандующего от 25 сентября 1944 года за отличие в боях при форсировании реки Днепр и овладении важным узлом коммуникаций и мощным опорным пунктом обороны немцев на могилевском направлении — городом Рославль.
- 10 июля 1944 года —  Орден Красного Знамени- награждена указом Президиума Верховного Совета СССР от 10 июля 1944 года за образцовое выполнение заданий командования в боях при форсировании рек Проня и Днепр, прорыв сильно укреплённой обороны немцев, а также за овладение городами Могилёв, Шклов и Быхов, проявленные при этом доблесть и мужество.[7]
- 1 сентября 1944 года —  Орден Суворова II степени — награждена указом Президиума Верховного Совета СССР от 1 сентября 1944 года за образцовое выполнение заданий командования в боях с немецкими захватчиками, за овладение городом и крепостью Осовец и проявленные при этом доблесть и мужество[8].[9]

Награды частей дивизии:
- 364-й стрелковый Ломжинский Краснознамённый[10] ордена Кутузова[11] полк[12]
- 609-й стрелковый Остроленковский Краснознамённый[10] полк[13]
- 718-й стрелковый Штеттинский Краснознамённый[10] ордена Кутузова[14] полк[15]
- 354-й артиллерийский Краснознамённый[16] орденов Суворова[11] и Кутузова[14] полк
- 195-й отдельный сапёрный ордена Красной Звезды[17] батальон[3] (197-й отдельный сапёрный ордена Александра Невского[18] батальон[5]).

## Память
- Широко известная песня «На безымянной высоте», написанная к фильму «Тишина», посвящена восемнадцати бойцам 718-го полка 139-й стрелковой дивизии. Они отстояли пядь земли «у незнакомого посёлка» (точнее в ночь, на 14 сентября 1943 года, под командованием младшего лейтенанта Е. И. Порошина, они вступили в бой за укреплённую высоту с отметкой на карте 224,1 у деревни Рубежанки Куйбышевского района Калужской области), сражаясь против 300 фашистских солдат. Из этого боя вернулись живыми только двое. 15 сентября 1966 года там открыт памятник 1, а 09 мая 1980 года — мемориал.
- В Чебоксарском Лицее № 3 12 декабря 1987 года открыт музей 139-й стрелковой дивизии .
- В честь дивизии названа Улица 139-й стрелковой дивизии в Чебоксарах.